# Championnat d'Espagne de hockey sur glace 1980-1981
Saison précédente Saison suivante
La saison 1980-1981 est la 9e saison du championnat d'Espagne de Hockey sur glace. Cette saison, le championnat porte le nom de Liga Española.
La grande nouveauté de la saison réside dans la création d'une Segunda Division dans laquelle seront reversées les deux dernières équipes de la Liga Española.
Le championnat est divisé en deux phases : à l'issue de la première, les quatre meilleures équipes se rencontrent à nouveau en matchs aller/retour pour désigner le champion. Les deux relégués seront connus à l'issue de la première phase.

## Clubs de la Superliga 1980-1981
- CH Gel Barcelona
- FC Barcelone
- CH Boadilla
- Casco Viejo Bilbao
- CH Jaca
- CG Puigcerdà
- Txuri Urdin
- ARD Gasteiz

## Classement de la phase finale
| # | Club               | Joués | V  | N | D | bp:bc  | +/-  | Points |
| - | ------------------ | ----- | -- | - | - | ------ | ---- | ------ |
| 1 | Casco Viejo Bilbao | 20    | 16 | 1 | 3 | 242:70 | +172 | 33     |
| 2 | FC Barcelone       | 20    | 16 | 0 | 4 | 281:82 | +199 | 32     |
| 3 | Txuri Urdin        | 20    | 11 | 1 | 8 | 151:71 | +80  | 23     |
| 4 | CH Jaca            | 20    | 10 | 2 | 8 | 117:90 | +27  | 22     |

Le Casco Viejo Bilbao est sacré Champion d'Espagne de hockey sur glace pour la saison 1980-1981.

## Classement de la première phase
| # | Club             | Joués | V | N | D  | bp:bc  | +/-  | Points |
| - | ---------------- | ----- | - | - | -- | ------ | ---- | ------ |
| 5 | CG Puigcerdà     | 14    | 4 | 0 | 10 | 94:122 | -28  | 8      |
| 6 | ARD Gasteiz      | 14    | 4 | 0 | 10 | 63:149 | -86  | 8      |
| 7 | CH Boadilla      | 14    | 4 | 0 | 10 | 60:225 | -165 | 8      |
| 8 | CH Gel Barcelona | 14    | 1 | 0 | 13 | 36:234 | -198 | 2      |

Le CH Boadilla et le CH Gel Barcelona sont relégués en Segunda Division.